# Cabaret l'Escale
Le Cabaret l'Escale est une salle de spectacle située à Migennes (Yonne), au bord du canal de Bourgogne et près de la gare Laroche - Migennes.
Le Cabaret l'Escale est géré par l'association AGEM (association de gestion des événements musicaux) de Migennes. L’AGEM a pour objet la promotion et le développement du spectacle vivant et de la culture sur l'ensemble du Migennois et dans le département de l'Yonne.
Cette ancienne salle de music-hall, construite en 1950 et d'une capacité de 200 places assises, a accueilli quelques grands noms de la chanson française.
Le cabaret a rouvert ses portes en 2004 (après une longue période de fermeture), sous le mandat de François Boucher maire de Migennes et Patrick Bacot alors directeur de l'addim89.

## Historique
Détruit par un bombardement durant la Seconde Guerre mondiale, le dancing de l’Hôtel de la réunion a été totalement reconstruit en 1950 par Michel Wattelier, propriétaire des lieux avec ses parents, et rebaptisé à l'époque « cabaret dancing de l’Escale ».
Ce cabaret mythique a dans sa première vie accueilli les plus grands (Jacques Brel, Charles Trenet, Charles Aznavour, Sidney Bechet, Johnny Hallyday, Les Vautours...), faisant de Migennes un haut lieu de la chanson française. La salle était alors parfois appelée le petit Olympia.
Aujourd’hui, la salle est la propriété de la ville de Migennes, qui l'a totalement restaurée à l’identique, avant de demander en 2004 à l'Addim de l'Yonne de proposer un projet de fonctionnement pérenne.

## Programmation
Aujourd'hui avec en moyenne 6 ou 7 propositions de spectacles par mois de septembre à juin, l'Escale sait rester proche de son territoire tout en s'élargissant aux niveaux national et international. L'escale propose un programme diversifié, du rock à la chanson française, en passant la pop music, le ska, le reggae ou le jazz avec en 2017 la 3ème édition du festival de jazz.
Le Cabaret l'Escale a vu passer de nombreux groupes dont voici quelques exemples : François Hadji-Lazaro, Charles Dumont, Nicolas Jules, Jamait, Arnaud Méthivier, Romain Didier, La Tropa,  Les Blaireaux, Ricky Ford, Daniel Fernandez, Gérald Genty, Georges Chelon, Fred Mella, Wally, Isabelle Aubret, Belle du Berry, Les Lionceaux, Jeanne Added, Heymoonshaker, Anne Sila, Corson, Chloé Mons, Yeti, Washington Dead Cats, Long Chris, Vic Laurens, Askehoug, La Jarry.
Bien que centrée sur l'action artistique, l'Escale met aussi l'accent sur l'action culturelle. Avec l'AGEM, elle s'étend et ouvre ses portes là où d'autres n'avaient jamais pensé à les entrouvrir : les ateliers d'initiation aux métiers de la technique (Initech), permettent ainsi une approche pratique pour de nombreux bénévoles. Des concerts pour les publics empêchés sont également organisés en partenariat avec le SPIP (Services pénitentiaires insertion et probation), depuis maintenant 7 ans.
De plus, le Cabaret organise des réunions info-culture en partenariat avec la FDFR89 (Fédération Départementale des Foyers Ruraux de l'Yonne), pour les artistes, compagnies, associations culturelles et socio-culturelles.